# Опілля (музей)
Рогатинський історико-краєзнавчий музей «Опілля» — комунальний музейний заклад, який діє у місті Рогатин Івано-Франківської області з 19 листопада 2018 року.

## Історія
Музей створено 16 листопада 1941 року. Але проіснував він недовго.
Згідно з Рішенням Рогатинської міської Ради від 22 грудня 2016 року «Про затвердження Програми окремих заходів розвитку культури на території міста на 2017 рік», розпочалась робота над реалізацією проекту комунального музею: розробка перспективного плану його розвитку та тематико-експозиційних планів, збір експонатів,  ремонтні роботи у відведеному приміщенні, облаштування експозиційних залів та необхідної інфраструктури.
19 листопада 2018 року відбулось урочисте відкриття музею.

## Експозиція
Експозиція музею в історико-хронологічній послідовності висвітлює минуле Рогатинщини.
У першому експозиційному залі представлено  найдавнішу історію краю, починаючи від часу палеоліту до розвинутого середньовіччя, розпочинаючи від первісних знарядь праці та їхніх  реконструкцій. Широко представлені предмети побуту Черняхівської археологічної культури та фрагмент кераміки культури Ноа, вперше ідентифікованої на теренах Рогатинщини. Також наявні фрагменти кераміки Липицької культури, колекцію фібул, хрестів, перснів та пряжок часів ранньої залізної доби та Київської Русі і реконструкції зброї та знарядь праці раннього середньовіччя. Зала завершується інформацією про первісне розташування Рогатина та графічними гіпотетичними реконструкціями втрачених оборонних споруд.
Наступна зала розпочинається з опису Рогатина як древнього міста, акцентується увага на легенді про його створення та надання магдебурзького права, що підтверджується повнорозмірною копією привілею про перенесення міста на нову локацію у 1415 році.
Суттєве місце займає окрема експозиція присвячена відомій постаті Рогатина Роксолані. Тут експонується реконструктивне відтворення жіночого турецького традиційного одягу, який подаровано музею та привезено з Республіки Туреччина. Представлено багато портретних зображень Гюррем. Також тут представлені колекції куль 17-18 ст., монет часу Речі Посполитої та акче Сулеймана Пишного. Ексклюзивним експонатом також є карта Європи британського картографа Вільяма Фадена (1791 р.). Завершується експозиційний зал інформацією про сакральні споруди 16-18 ст., які повністю або частково збереглись у Рогатині.

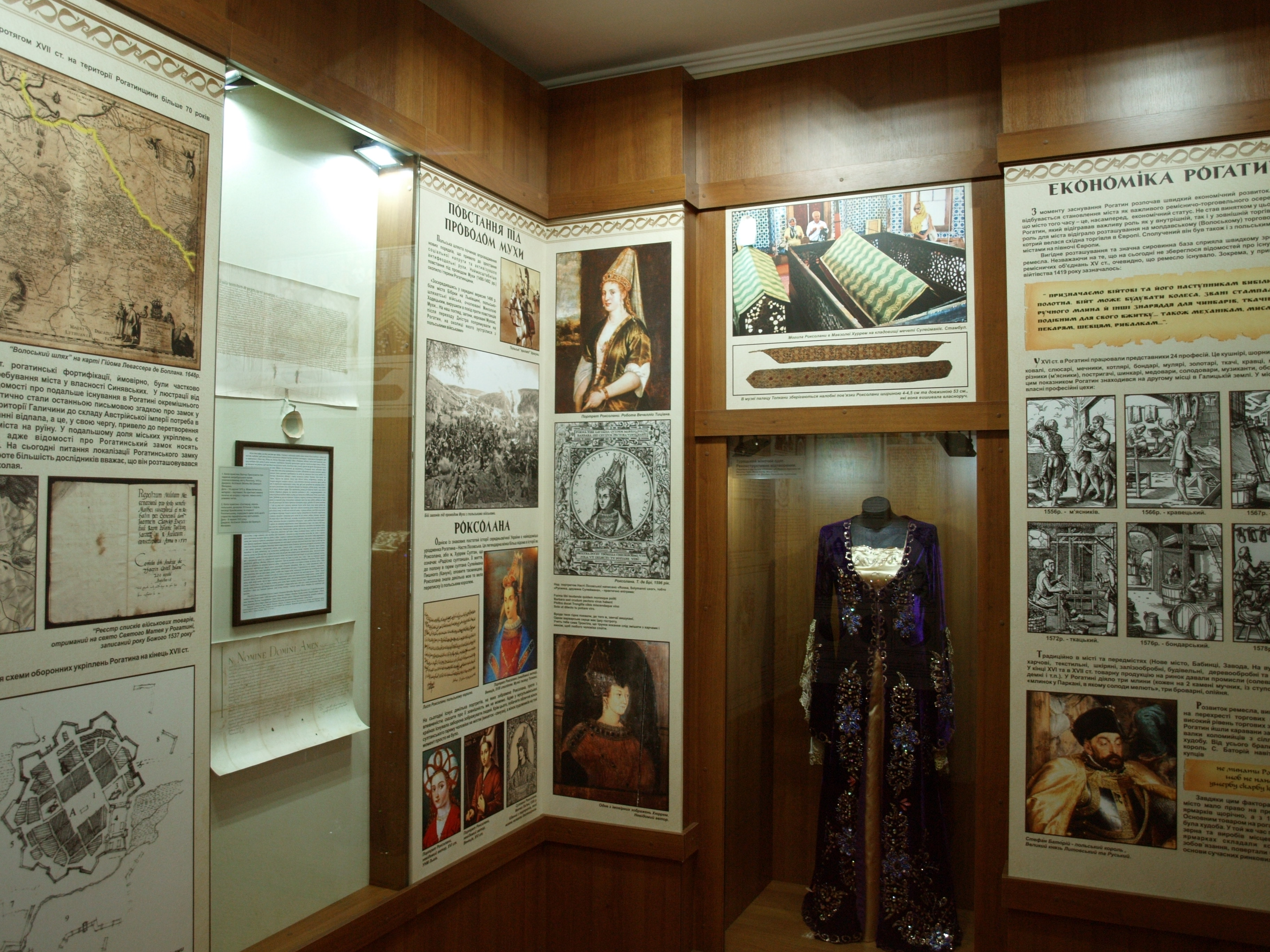
Реконструктивне відтворення гаремного одягу

Матеріали третього експозиційного залу представляють традиційний опільський одяг,  вишивку (рушники, підзорники,  пошивки і т. п.) та предмети побуту.
Четвертий експозиційний зал розкриває історію Рогатинщини в час першої половини ХХ ст. та поділений на декілька основних тем. Тут наявні матеріали та документи та документами з історії  товариств: «Просвіта», «Союзу Українок», «Сільського Господаря», товариства «Відродження», «Пласту».  Окрема вітрина присвячена діяльності Рогатинської гімназії імені Володимира Великого.

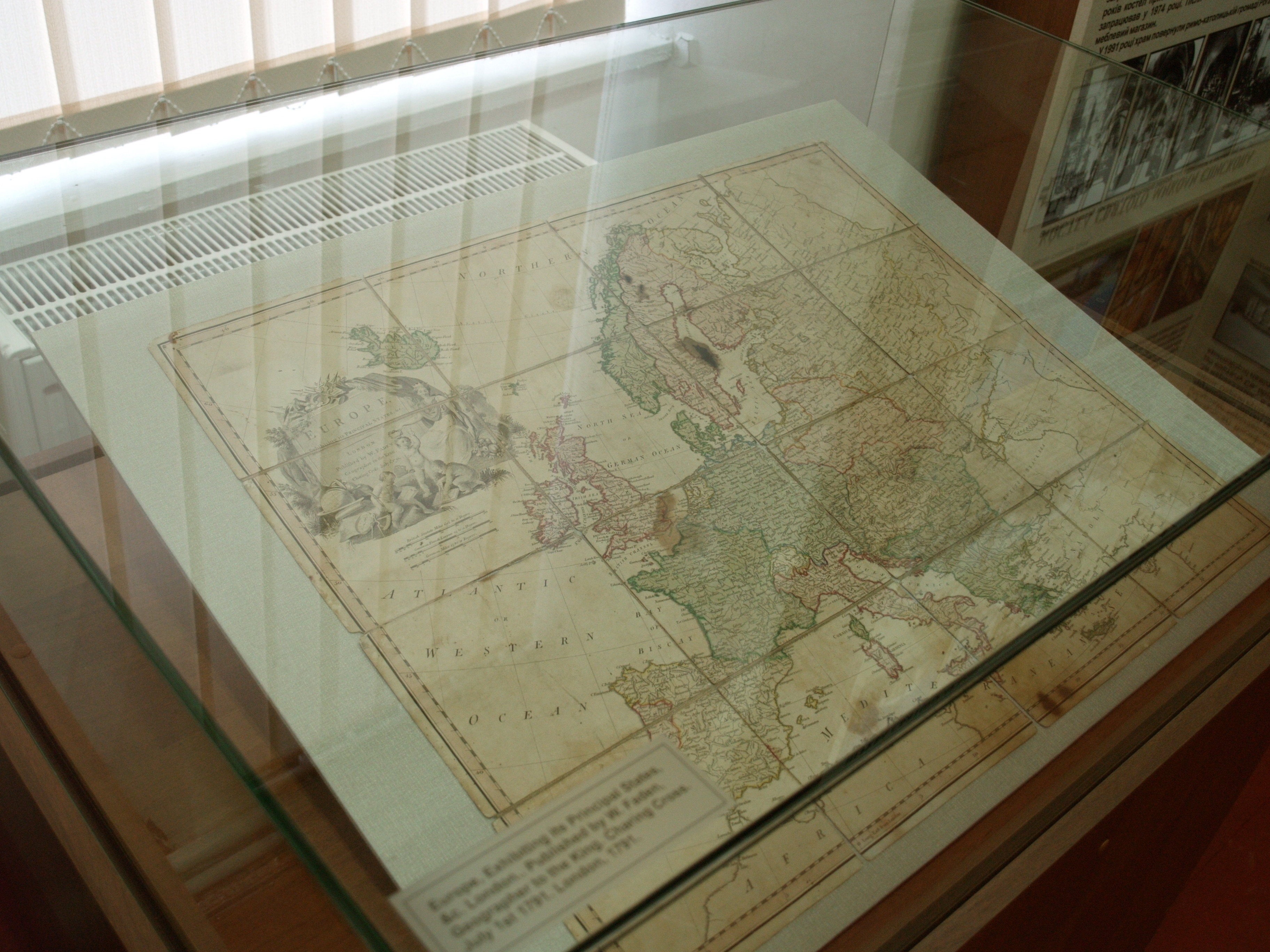
Карта британського картографа Вільяма Фадена. 1791 р.

Також тут широко висвітлюється діяльність відомих постатей: Михайла Галущинського, Миколи Угрина-Безгрішного, Осипа Микитки, Никифора Гірняка. Представлені – карта регіону 1912 року, Покликуючий лист до січового стрілецтва (оригінал, іменний), штик російський чотиригранний, фляги та гранати часів Першої світової, ремінні пряжки армій протиборчих сторін, кокарда УГА, залишки гвинтівки системи «Манліхер».
Тематичний блок Друга світова війна представлений оригінальною офіційною документацією Української Повітової Управи в Рогатині та оригіналами газети «Рогатинське слово» (1941 р.). Значна увага приділяється підпільній збройній боротьбі місцевого населення та перебування на території Рогатинщини у різний період очільників повстанського руху (Василя Івахіва, Романа Шухевича, Дмитра Карпенка, Олексія Демського та ін.). Тут наявні листівки ОУН-УПА, повідомлення про смерть Зиновія Тершаковця, бофони та щоденник Павла Пащетника (псевдо «Кинджал»), родом з села Добринів, політвиховника сотні УПА «Чорноморці» 1942 р., бідон та повстанський архів з бідону, знайденого у місцевих лісах.
У п`ятому експозиційному залі експонуються :
1.  приватна колекція поштівок (Рогатин у першій половині ХХ ст.) та діловодних документів, передана в дар музею «Опілля» від Петра Левицького (Piotr Lewicki, Kraków, Pl);
2.  колекція рисунків та особистих документів архітектора Романа Грицая.

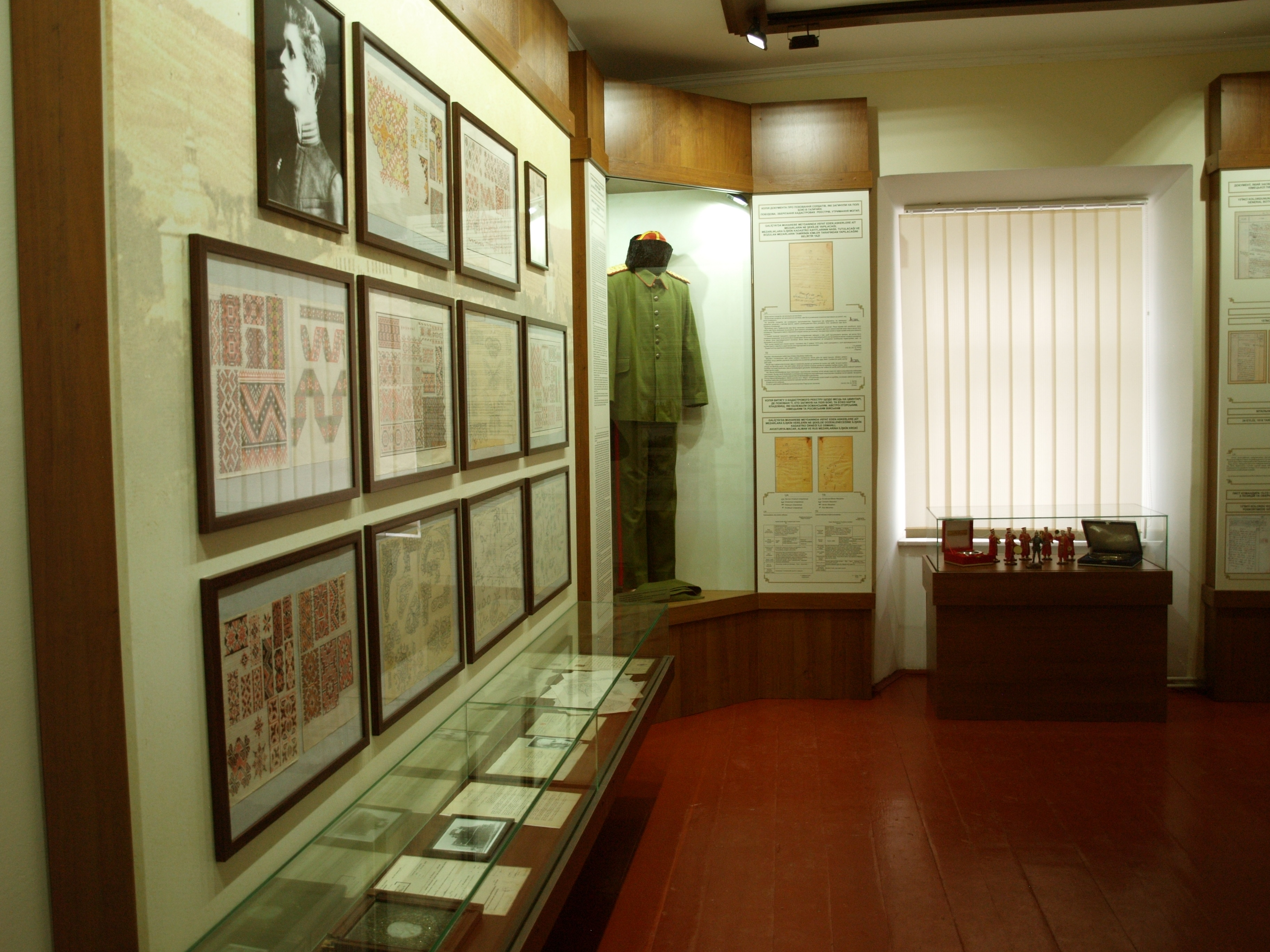
П`ятий експозиційний зал музею

3.  Копії документів з османських архівів про перебування 15-го корпусу турецької армії на території Рогатинщини в роки Першої світової війни (1916-1917 рр.), які подаровані музею Посольством Республіки Туреччина в Україні.
Завершується зал коротким оглядом історії єврейської громади на теренах Рогатинщини (представлено єврейські предмети побуту, релігійні атрибути та 2-хв фільм з життя цієї громади в Рогатині у 1932 році).